# Мишагина
Мишагина — деревня в Каргапольском районе Курганской области. Входит в состав городского поселения Каргаполье.

## История
До 1917 года в составе Осиновской волости Шадринского уезда Пермской губернии. По данным на 1926 год состояла из 138 хозяйств. В административном отношении входила в состав Колмогорского сельсовета Каргапольского района Шадринского округа Уральской области.

## Население
| 1989 | 2002 | 2010 |
| ---- | ---- | ---- |
| 88   | ↗92  | ↘68  |

По данным переписи 1926 года в деревне проживало 648 человек (346 мужчин и 417 женщин), в том числе: русские составляли 100 % населения.